# Àrtemis (cràter)
Àrtemis és un minúscul cràter d'impacte de la Lluna localitzat al Mare Imbrium. Els cràters d'aquesta dimensió es formen típicament en la superfície de la Lluna amb una depressió en forma de copa. Està situat a prop de el punt mig entre els cràters Euler (a l'oest) i Lambert (a l'est). A pocs quilòmetres al sud-est es localitza Verne, el més petit dels cràters amb nom propi de la zona.
Porta el nom d'Àrtemis, la deessa grega de la Lluna.

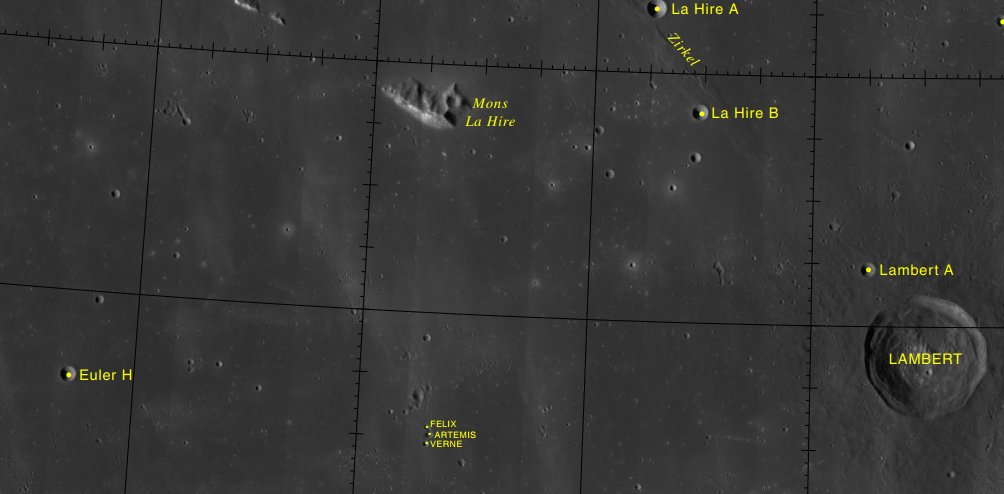
Localització de Felix, Àrtemis i Verne (part inferior de la imatge), a sud del Mons La Hire i a l'oest de Lambert